# HTC Touch HD
HTC Touch HD (inne nazwy: HTC HD T8282, HTC Touch, HTC HD, pełna nazwa: HTC Touch T8282 HD) – smartfon firmy HTC produkowany od grudnia 2008 roku. 
Touch HD posiada dotykowy wyświetlacz LCD TFT 3,8" o rozdzielczości 480 × 800 pikseli. Blackstone pracuje pod kontrolą systemu Windows Mobile w wersji 6.1 Professional. Procesor to Qualcomm MSM 7201A o taktowaniu 528 MHz.

## Cechy telefonu
- Standard GSM: 850, 900, 1800, 1900
- Standard UMTS: 2100
- Standard CDMA: brak danych
- Standard UMA: brak danych
- Interfejs: dotykowy (bez klawiatury)
- Wymiary: 115 × 62,81 × 12 mm
- Waga: 146,4 g
- Wyświetlacz: kolorowy / TFT, 64 mln kolorów, 480 × 800 px (3,8")
- Max. czas rozmów: 
  - GSM: 310 min (5,2 h)
  - UMTS: 390 min (6,5 h)
- Max. czas połączeń wideo: 121 min (2 h)
- Max. czas czuwania:
  - GSM: 390 h (16,4 dnia)
  - UMTS: 450 h (18,8 dnia)
- Standardowa bateria: Li-Po 1350 mAh
- Pamięć książki telefonicznej: brak danych
- Pamięć wbudowana: 289 MB
- Karty pamięci: microSD, microSDHC
- System operacyjny: MS Windows Mobile 6.2 Pro
- Procesor: Qualcomm MSM7201A
- Zegar procesora: 528 MHz
- Matryca aparatu fotograficznego: 5 Mpx